# Guengsta Rap
Guengsta Rap è un mixtape del rapper italiano Guè, pubblicato il 29 marzo 2013 dalla Tanta Roba.

## Descrizione
Distribuito gratuitamente attraverso il sito ufficiale del rapper, il titolo proviene da un frase contenuta nel testo del brano Erba del Diavolo dei Club Dogo ed è una raccolta di tracce del rapper e altri artisti che hanno collaborato con lui, ma ci sono solo le strofe del Guercio. Il mixtape ha anticipato la pubblicazione del secondo album in studio di Pequeno, intitolato Bravo ragazzo. Diversamente dagli altri mixtape di Pequeno (missati tutti da Harsh), Guengsta Rap è stato missato DJ Jay-K, il quale esegue anche alcuni scratch in vari brani.

## Tracce
1. DJ Jay-K – Intro
2. Gué Pequeno – Dichiarazione
3. Gué Pequeno feat. Caneda – Il ragazzo d'oro
4. Club Dogo – Cattivi esempi
5. Club Dogo feat. Ensi – Ragazzo della piazza
6. Marracash feat. Gué Pequeno – S.E.N.I.C.A.R.
7. Gué Pequeno feat. Emis Killa, Vacca e Zuli – XXX Pt. 2 (Hardcore)
8. Gué Pequeno feat. Entics – Non lo spegnere (Reloaded)
9. Club Dogo – Una volta sola
10. Club Dogo – Amore infame
11. Gué Pequeno – Figlio di Dio
12. Club Dogo feat. Marracash – Ciao proprio
13. Club Dogo feat. Marracash e Vincenzo da Via Anfossi – Puro bogotà
14. Club Dogo – La testa gira
15. Club Dogo – All'ultimo respiro
16. Club Dogo feat. Ricardo – Due modi
17. Gué Pequeno – Da grande
18. Gué Pequeno – Ultimi giorni
19. Gué Pequeno feat. Del – Amore-odio
20. Club Dogo – Chissenefrega (in discoteca)
21. Gué Pequeno – Giù il soffitto
22. Club Dogo feat. Marracash – Noi siamo il club
23. Gué Pequeno feat. Ensi, Ntò, Jake La Furia, Marracash, Nex Cassel e Entics – Big!
24. Club Dogo feat. J-Ax – Brucia ancora
25. Club Dogo – Voi non siete come noi
26. Club Dogo – Ritornerò da re
27. Club Dogo feat. Daniele Vit – Ora che ci penso
28. Chief feat. Gué Pequeno – Luce
29. Club Dogo feat. Roba, Zenima e Stylophonic – La chiave
30. Club Dogo – Ciao ciao
31. Club Dogo feat. Giuliano Palma – P.E.S.
32. Club Dogo – Note killer
33. Club Dogo feat. Marracash – Meglio che morto
34. Club Dogo – Dolce paranoia
35. Club Dogo – Sgrilla
36. Gué Pequeno – La G, la U, la E
37. Club Dogo – Boing
38. Club Dogo feat. Entics – Giù con la testa
39. Club Dogo feat. Noyz Narcos – Cocaina
40. Club Dogo – Spacco tutto
41. Club Dogo – Minchia boh
42. Club Dogo – Fino alla fine
43. Gué Pequeno feat. Caneda – Non mi crederai